# Jenaplan-Schule Jena
Die Jenaplan-Schule Jena ist eine staatliche Grund- und Regelschule mit gymnasialer Oberstufe (Gemeinschaftsschule). Ihr Schulkonzept basiert auf dem „Jenaplan“ Peter Petersens. Die Lehrpläne des Landes Thüringen bestimmen die Unterrichtsarbeit und deren Inhalte. 2006 wurde die Jenaplan-Schule Jena als Preisträgerin des Deutschen Schulpreises der Robert Bosch Stiftung ausgezeichnet.
Die Schule ist Mitglied im Schulverbund Blick über den Zaun, einem Zusammenschluss reformpädagogisch orientierter Schulen.

## Geschichte
Die Jenaplan-Schule Jena wurde im September 1991 gegründet. Zu Beginn war sie eine Grundschule bis zum 6. Schuljahr und verfügte über einen Kindergarten. Seit 1997 führt sie bis zum Abitur.

## Auszeichnungen
- 2006 Preisträger des Deutschen Schulpreises der Robert Bosch Stiftung